# Dům č. 7 v ulici Marszałka Józefa Piłsudskiego ve Štětíně

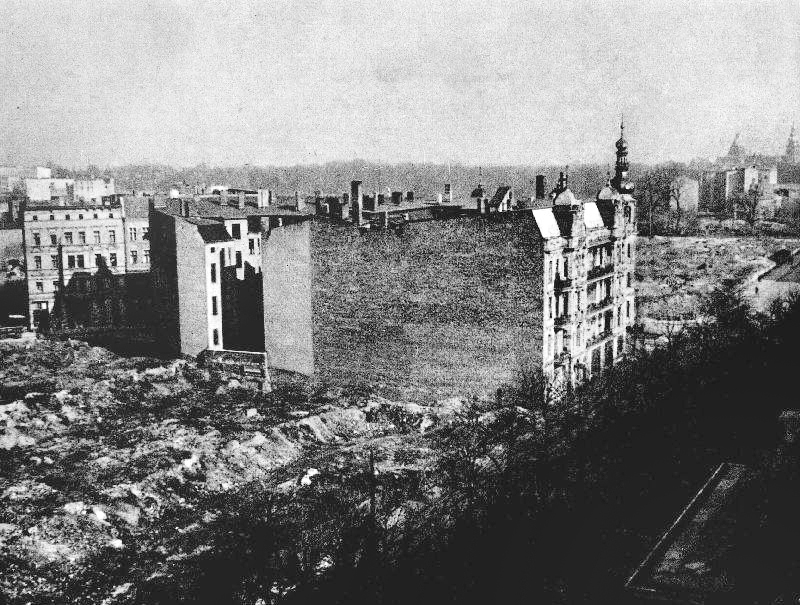
Pohled na dům v prvních poválečných letech.

Dům č. 7 v ulici Marszałka Józefa Piłsudskiego ve Štětíně je historická budova, která se nachází v oblasti štětínského sídliště Centrum, ve čtvrti Śródmieście.
Nájemní dům je jedinou dochovanou budovou z východní uliční fronty ulice Piłsudského mezi Grunwaldovym náměstím a náměstím Rodła, která byla zničena během druhé světové války. Je také jedním ze dvou dochovaných nájemních domů ve čtvrti ohraničené Grunvaldovym náměstím, ulicí Mazurskou a ulicí Rayského (druhým je sousední nájemní dům v ulici Mazurské 42).

## Popis
Budova je šestipodlažní. Přízemí budovy je zdobeno bosáží. V osách 6 a 7 se nacházejí dvě vstupní brány vedoucí k samostatným schodištím, orámované pruhy a zakončené hlavičkami maskaronů. Brány jsou odděleny polosloupem v dórském řádu. Prostor pod okny prvního patra je vyplněn panely nebo zábradlím. V arkýřích jsou umístěna ose 3, 4, 5 a 10, 11, 12 od prvního do třetího patra (počítáno zleva). Střední okna v arkýřích v prvním patře jsou zakončena maskarony, zatímco ve druhém patře jsou zvýrazněna iónskými polosloupy. Prostřední okna třetího patra zdobí sochy žen, které nesou na ramenou římsu. Každý z arkýřů byl původně zakončen štítem s oknem patřícím do podkroví a kopulí. Mezi arkýři v každém patře jsou balkony s kovanými zábradlími zdobenými četnými rostlinnými motivy (květy, listy, vinnou révou). Patra budovy jsou oddělena římsovými pásy, přičemž římsa třetího patra dostala obzvláště bohatou výzdobu. Nároží je řešeno jako předsunuté, trojstranné, se vstupem do prostor v podobě portálu se zaoblenou horní částí. Poslední, třetí patro nároží bylo původně zakončeno kopulí. Fasáda obrácená do Mazurské ulice se svým provedením neliší od fasády obrácené do ulice Piłsudského, za zmínku však stojí mírně odlišné uspořádání dveřních a okenních otvorů v přízemí (úzká branka v šesté ose budovy) a menší počet os fasády (sedm). Druhá a pátá osa se nacházejí v arkýřích, mezi nimiž a na pravé straně pravého arkýři přiléhají k fasádě balkony.

## Dějiny
Autorem projektu budovy byl štětínský architekt Georg Sommenstuhl. Stavba byla dokončena v roce 1894.
Budova přečkala druhou světovou válku bez úhony, přestože většina budov v okolí byla srovnána se zemí. V některých prostorách domu sídlila zpravodajská agentura Zachodnia Agencja Prasowa. Koncem 50. let 20. století se v jedné z místností v přízemí nacházel obchod „Dom Mody“, který nabízel šaty a obleky šité na míru. Dne 15. března 1971 byly v činžovním domě provedeny renovační práce. Toho dne vypukl na půdě požár, který zachvátil střechu i s nárožní věže. Po uhašení požáru byly sneseny ohořelé vrcholky arkýřů, zbytky půdy a poškozená kopule. Na místě podkroví bylo přistavěno čtvrté patro, jehož modernistická forma a jednoduchá okna jasně kontrastují s eklektickou výzdobou fasád nižších pater. V roce 2006 prošly hlavní fasády budovy důkladnou rekonstrukcí. Dne 14. května 2013 byla budova zapsána do seznamu památek.

## Galerie

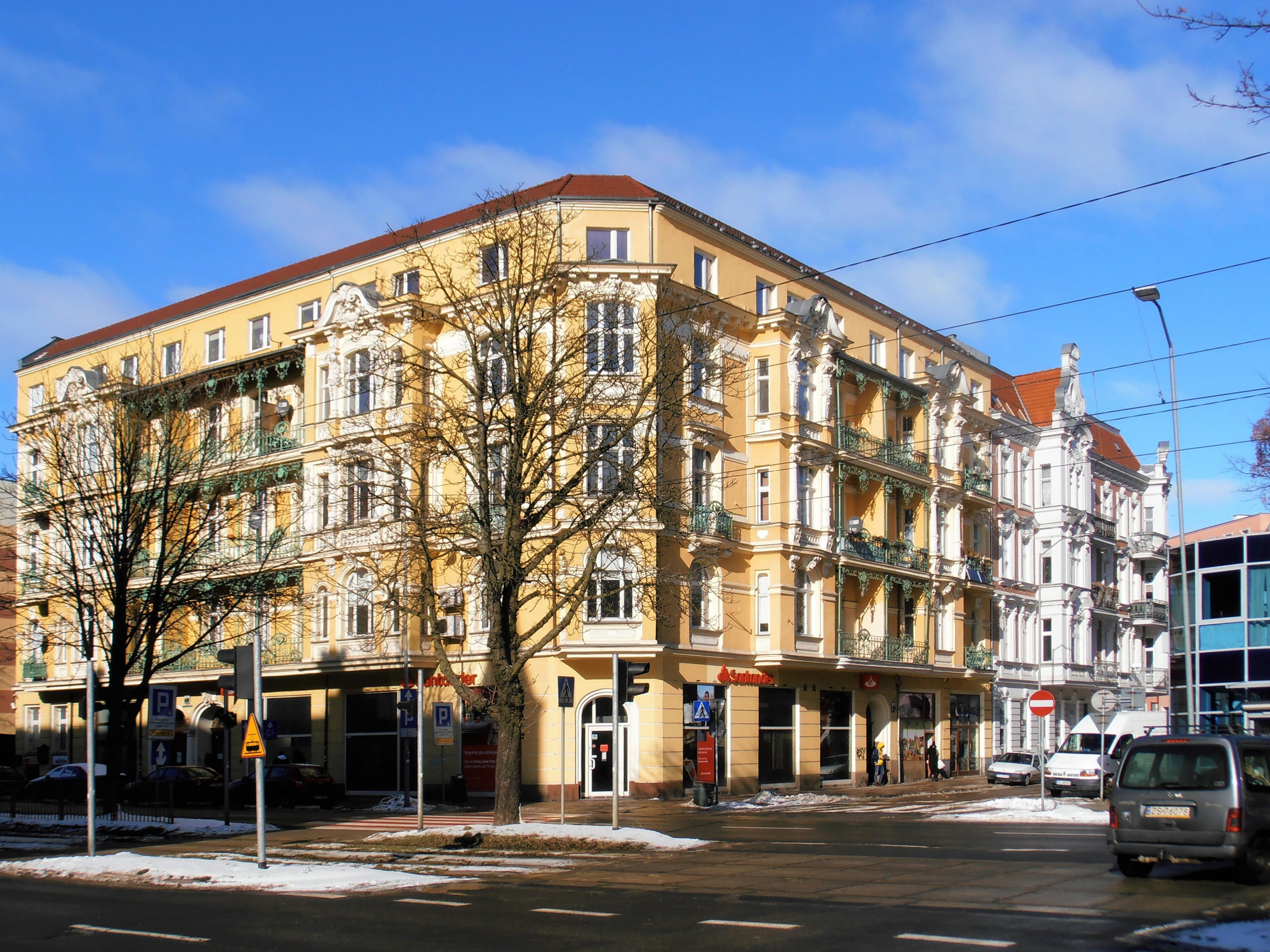
Pohled z ulice Piłsudskeho
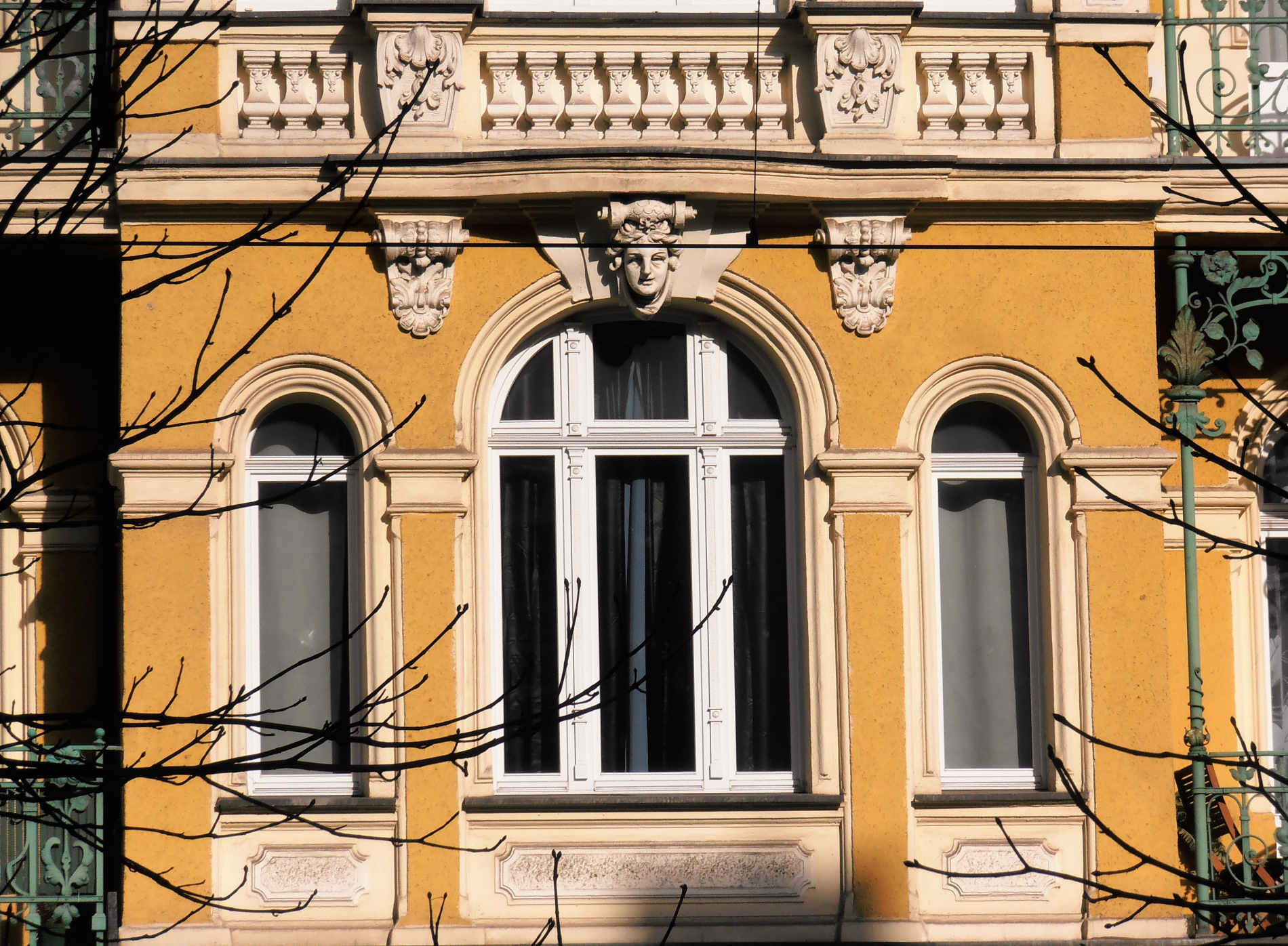
Výzdoba 1. patra
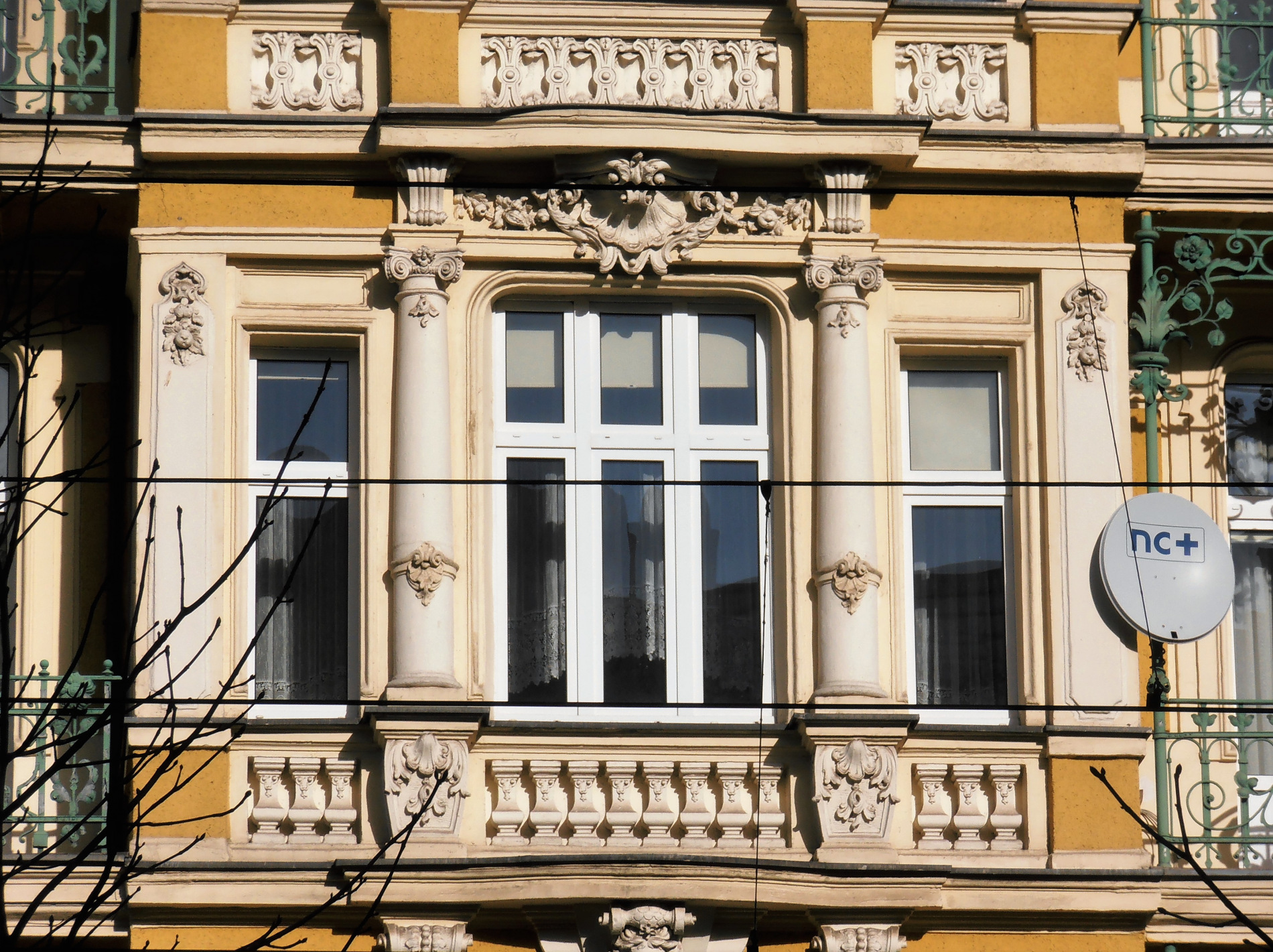
Výzdoba 2. patra
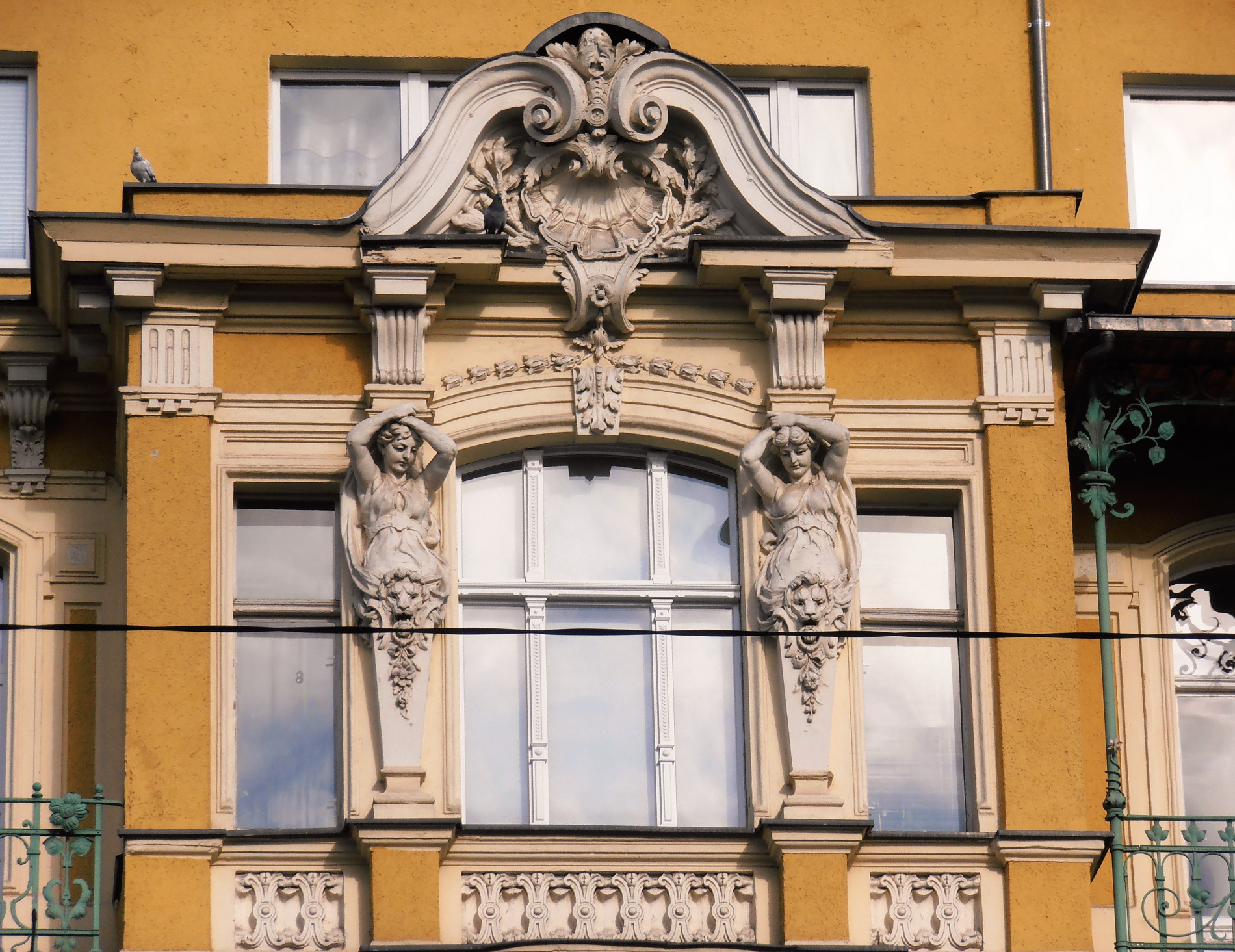
Výzdoba 3. patra